# Financiamento bancário
Financiamento bancário é o ato pelo qual pessoa física ou jurídica, por intermédio de um contrato, recebe um aporte financeiro de instituição bancária ou financeira. Seu objeto se baseia na liberação de crédito para os mais diversos fins, a exemplo, financiamento de bens móveis ou imóveis, ou ainda podendo esta ser realizada para financiamento de obras ou reformas.
Assim como o empréstimo bancário, o financiamento também é um contrato entre o cliente e a instituição financeira, mas com destinação específica dos recursos tomados, como, por exemplo, a aquisição de veículo ou de um bem imóvel. Geralmente o financiamento possui algum tipo de garantia, como a alienação fiduciária ou hipoteca.
Diversas são as modalidades, quais podemos citar o Financiamento de veículos; financiamentos habitacional; compra direta ao contribuinte como especifica o Código de Defesa do Consumidor, dentre outras.
Forma de pagamento:
Em um contrato de financiamento, existem cláusulas que determinam o valor das prestações, desta forma, esta é uma questão importa no financiamento, pois trata exatamente de como será pago a obrigação contratual, e a consequente liberação do bem.
Juros e formas de correção:
Temos diversos tipos de correção monetária aplicada, tais como: sistema Price, Sac e SACRE, que determinam quais serão as formas de correção.